# Vincent Laurini
Vincent Laurini (Thionville, 10 de junio de 1989) es un futbolista francés que juega de defensa en el Parma Calcio 1913 de la Serie A.

## Clubes
| Club                    | País   | Año         |
| ----------------------- | ------ | ----------- |
| FC Fossombrone          | Italia | 2008 - 2010 |
| Carpi FC                | Italia | 2010 - 2012 |
| Empoli FC               | Italia | 2012 - 2018 |
| ACF Fiorentina (cedido) | Italia | 2017 - 2018 |
| ACF Fiorentina          | Italia | 2018 - 2019 |
| Parma Calcio 1913       | Italia | 2019 - Act. |